# Maculatoscelis maculata
Maculatoscelis maculata är en bönsyrseart som först beskrevs av Roger Roy 1965.  Maculatoscelis maculata ingår i släktet Maculatoscelis och familjen Amorphoscelidae. Inga underarter finns listade i Catalogue of Life.